# Apecchio
Apecchio település Olaszországban, Marche régióban, Pesaro és Urbino megyében. Lakosainak száma 1704 fő (2023. január 1.). Apecchio Cagli, Mercatello sul Metauro, Pietralunga, Piobbico, Sant’Angelo in Vado, Urbania és Città di Castello községekkel határos.

## Népesség
A település népessége az elmúlt években az alábbi módon változott:
| Lakosok száma | 1844 | 1819 | 1704 |
|               | 2017 | 2018 | 2023 |